# Tyehnologicseszkij Insztyitut metróállomás
A Tyehnologicseszkij Insztyitut (oroszul: Технологи́ческий институ́т) egy metróállomás Oroszországban, Szentpétervárott a szentpétervári metró 1-es és 2-es   metróvonalán.

## Metróvonalak
Az állomást az alábbi metróvonalak érintik:
- Kirovszko-Viborgszkaja
- Moszkovszko-Petrogradszkaja

## Kapcsolódó állomások
A metróállomáshoz az alábbi állomások vannak a legközelebb:
- Puskinszkaja (Gyevjatkino, Kirovszko-Viborgszkaja)
- Baltyijszkaja (Proszpekt Vetyeranov, Kirovszko-Viborgszkaja)
- Szennaja Ploscsagy (Parnasz, Moszkovszko-Petrogradszkaja)
- Frunzenszkaja (Kupcsino, Moszkovszko-Petrogradszkaja)